# Isabel Medina i Cantón
Isabel Medina i Cantón (Mataró, 8 d'agost del 1966) és pianista, contrabaixista i compositora.
Estudià a l'Escola i al Conservatori Superior de Música del Liceu, on obtingué els títols de professora de piano, solfeig, teoria de la música, transposició i acompanyament i les diplomatures de violí i contrabaix. Fou saxofonista de l'Agrupació Musical del Maresme, contrabaixista de la cobla Costa Daurada de Mataró i contrabaixista de la cobla Thermalenca, de Caldes de Montbui. Del 1996 endavant, dirigí l'actual Jove Orquestra Iluro, i posteriorment esdevingué professora de l'Aula de Música Masafrets.
Ha compost peces per a orquestra, piano, violí i tenora, així com una quarantena de sardanes. També ha escrit un manual d'iniciació al piano, que s'ha publicat en edicions catalana i castellana a l'Editorial Boileau. Obtingué el segon premi en categoria A i el 2n en categoria B en els concursos de Composició de Música de Cambra Joaquim Maideu, celebrats a Vic els anys 1999 i 2000. El 7 de juliol del 2010, el cicle Sardanes a la fresca de Tiana l'homenatjà dedicant una ballada monogràfica a les seves sardanes.

## Obra

### Composicions
- 30 anys d'Escola i 25 de Coral (2011), cantata dedicada a l'escola de música ART-9[4]

Sardanes destacades

### Enregistraments
1. ↑  Cobla Ciutat de Girona. El càmping sardanista de Catalunya.  Barcelona: Audiovisuals de Sarrià, 2013.
2. ↑  Cobla Sant Jordi. Mataró 2009, ciutat pubilla de la sardana.  Barcelona: Audiovisuals de Sarrià, 2009.
3. ↑  Cobla Capital de la Sardana. 2015, Calella, capital de la sardana.  Barcelona: Discmedi, 2015.
4. ↑  Cobla Selvatana. Sardanes d'Hostalric.  Aiguaviva: 44.1, 2002.
5. ↑  Cobla Ciutat de Girona. Recordant els 45 anys de càmping [Bona Vista].  Barcelona: Audiovisuals de Sarrià, 2011.
6. 1 2 3  Cobla La Flama de Farners. Sardanes a Vilassar de Mar.  Barcelona: Audiovisuals de Sarrià, 2003.
7. ↑  Cobla Ciutat de Girona. 75è aniversari del Foment de la Sardana de Rubí.  Barcelona: Audiovisuals de Sarrià, 2001.
8. ↑  Cobla Marinada; Coral Tianenca. Tiana, un viatge a través de la sardana.  Barcelona: Albert Moraleda, 2017.
9. ↑  Cobla Ciutat de Girona. Càmping Sardanista de Catalunya 10.  Barcelona: Audiovisuals de Sarrià, 2014.

### Publicacions
- Petit compositor: primers coneixements d'harmonia aplicats al piano, d'utilitat per a tots els instrumentistes. en dos volums.  Barcelona: Boileau, 1998-2000. ISBN 8480202963.
- Pequeño compositor: primeras nociones de armonía aplicadas al piano, de utilidad para todos los instrumentistas. en dos volums.  Barcelona: Boileau, 1998-2000. ISBN 8480202971.